# Med Køberens Ret
Med Køberens Ret er en amerikansk stumfilm fra 1917 af Albert Capellani.

## Medvirkende
- Clara Kimball Young som Laura Murdock.
- Louise Bates som Elfie St. Clair.
- Joseph Kilgour som Willard Brockton.
- Rockliffe Fellowes som John Madison.
- Cleo Desmond som Annie.